# Icosidodecaëder
Een icosidodecaëder is een archimedisch lichaam, en wel een van de twee die ribbetransitief. Het heeft 32 vlakken waarvan 20 gelijkzijdige driehoeken en 12 regelmatige vijfhoeken, 30 hoekpunten en 60 ribben. De figuur kan in gedachten worden gemaakt door van een regelmatig twintigvlak de twaalf hoekpunten af te knotten of van een regelmatig twaalfvlak de twintig hoekpunten af te knotten. Het is dus een tussenvorm van het twaalfvlak en het twintigvlak. Een vijfhoekige rotonde J6 is de helft van een icosidodecaëder. De ribbenfiguur van een icosidodecaëder bestaat uit zes vlakke regelmatige tienhoeken, die elkaar in paren in de hoekpunten snijden.
De oppervlakte A en inhoud V van een icosidodecaëder waarbij a de lengte van een ribbe is, worden gegeven door:
{\displaystyle A=(5{\sqrt {3}}+3{\sqrt {25+10{\sqrt {5}}}})a^{2}\approx 29,3060~a^{2}}
{\displaystyle V={\frac {1}{6}}(45+17{\sqrt {5}})a^{3}\approx 13,8355~a^{3}}
Een icosidodecaëder verschijnt in de vierdimensionale meetkunde als de equatoriale doorsnede van de regelmatige 600-cel, wanneer deze met een hoekpunt voorop de 3D ruimte passeert. Met andere woorden: de 30 hoekpunten van de 600-cel die op 90 graden boogafstand van een paar diametrale hoekpunten liggen, gemeten langs de omgeschreven hypersfeer van de 600-cel, zijn de hoekpunten van een icosidodecaëder. De ribbenfiguur van de 600-cel bestaat uit 72 vlakke regelmatige tienhoeken. Zes van deze zijn de equatoriale tienhoeken bij een paar diametrale hoekpunten. Zij zijn precies de zes tienhoeken die de ribbenfiguur van een icosidodecaëder vormen.